# 里娅·巴兰
里娅·巴兰（德語：Ria Baran，1922年11月2日—1986年11月12日），德国女子花样滑冰运动员。她曾代表德国参加1952年冬季奥林匹克运动会花样滑冰比赛，搭档保罗·法尔克获得双人滑金牌。